# Coelichneumon viridissimus
Coelichneumon viridissimus är en stekelart som beskrevs av Morley 1915. Coelichneumon viridissimus ingår i släktet Coelichneumon och familjen brokparasitsteklar. Inga underarter finns listade i Catalogue of Life.